# In Utero (entreprise)
Pour les articles homonymes, voir In utero (homonymie).
 (juillet 2011).
Si vous disposez d'ouvrages ou d'articles de référence ou si vous connaissez des sites web de qualité traitant du thème abordé ici, merci de compléter l'article en donnant les références utiles à sa vérifiabilité et en les liant à la section « Notes et références ».
In Utero est un studio français indépendant de développement de jeu vidéo. À son apogée, le studio compte une cinquantaine d'employés avant de fermer en 2002.

## Présentation
In Utero commence son parcours en produisant des ressources graphiques (notamment pour Alone in the Dark 2, V-Rally, Crimson War et Starshot : Panique au Space Circus) puis du level design (pour Virus).
Enfin le premier titre de In Utero sort en juin 2000 en France, il s'agit d'un produit de commande, Odyssée : Sur les traces d'Ulysse, un jeu d'aventure éducatif développé pour Cryo Interactive, qui à cette époque s'est fait une spécialité de ce genre d'œuvres. 
Odyssée reçoit un accueil public et critique mitigé mais cela n’empêche pas In Utero de se lancer dans le développement de deux autres jeux, qui partagerons un même moteur (développé en interne) et beaucoup d’idées : Jekyll and Hyde et Evil Twin: Cyprien's Chronicles. Ces deux titres mélangent avec subtilité le jeu d'aventure et le jeu de plates-formes, tout en offrant au joueur une grande liberté de déplacement prodiguée par un moteur graphique 3D efficace. 
Une architecture, des décors et des éclairages recherchées, une ambiance sombre et malsaine, un scénario fort et prenant, toutes ces qualités ne seront pas suffisantes pour assurer à Jekyll and Hyde et à Evil Twin: Cyprien's Chronicles, sortis respectivement en juin et octobre 2001 sur PC, un succès suffisant. Une mauvaise maniabilité doublée de bugs, d’autant plus frustrants que le jeu est beau et que la liberté d’action est présente, dégoûtera une grande partie des joueurs et suscitera des critiques acerbes de la part de la presse spécialisée. La sortie de Evil Twin: Cyprien's Chronicles, déchargé d'une partie de ses défauts, sur PlayStation 2 en décembre 2001 et sur Dreamcast en janvier 2002, ne suffit pas à sauver In Utero qui dépose le bilan en 2002.

## Jeux développés
- Evil Twin: Cyprien's Chronicles (2001)
- Jekyll and Hyde (2001)
- L'Ombre de Zorro (2001)
- Odyssée : Sur les traces d'Ulysse (2000)
- Zorro 2 (commande annulée)